# Arcésilas II
Pour les articles homonymes, voir Arcésilas.
Arcésilas II Chalepós (« le Dur »),, en grec ancien  Ἀρκεσίλαος ὁ Χαλεπός / Arkesílaos ho Chalepós, est le quatrième roi de Cyrène (actuelle Libye).

## Biographie
Dans les années 560 av. J.-C., Arcésilas II succéda à son père, Battos II. Peu après son avènement, la cité de Cyrène entra dans une situation de stasis. Les frères d'Arcésilas II se révoltèrent contre lui, avec le soutien de Cyrénéens adversaires du roi, probablement une partie de l'aristocratie cyrénéenne. A la tête d'une faction dissidente, ils abandonnèrent Cyrène et fondèrent la cité de Barké, à une centaine de kilomètres à l'ouest de Cyrène,. 
A la recherche d'alliés contre Arcésilas II, les Barcéens obtinrent l'appui des Libyens, qu'ils poussèrent à la révolte. Selon François Chamoux, les Libyens n'eurent aucun mal à se rallier aux Barcéens : le commerce du silphion, plante qu'ils récoltaient jusque-là librement, avait été érigé en monopole royal par les Battiades. Pour Alain Bresson au contraire, s'appuyant sur une glose d'Hesychius, la part de silphion revenant aux Battiades était accordée par les Cyrénéens.
Afin de tuer dans l'œuf la rébellion, le roi de Cyrène dirigea une expédition contre les Libyens alliés de Barké, mais ces derniers lui refusèrent bataille : ils s'enfoncèrent vers l'est, chez les Libyens orientaux. Imprudent, Arcésilas II poursuivit les rebelles dans le désert, et les deux armées se rencontrèrent au lieu dit Leukôn. L'armée du roi de Cyrène y subit une cuisante défaite, perdant 7 000 hoplites dans la bataille. 
La bataille de Leukôn précipita la fin du règne d'Arcésilas II : ce dernier fut assassiné par son propre frère, Léarkhos, en 540 av. J.-C..

### Sources antiques
- Hérodote, Histoires [détail des éditions] [lire en ligne] IV, 160.
- Plutarque, Œuvres morales [détail des éditions] [lire en ligne] 260e.